# Milan Žeželj
Milan Žeželj, srbski general, * 23. januar 1917, Podurljaj/Donji Lapac, Hrvaška, † 28. julij 1995, Beograd, Srbija.

## Življenjepis
Leta 1941 je vstopil v NOVJ in KPJ. Med vojno je bil poveljnik več enot; nazadnje Gardne brigade.
Po vojni je bil poveljnik Gardne divizije, Garde JLA, spremljevalec (adjutant) vrhovnega poveljnika Josipa Broza Tita, načelnik štaba Obmejnih enot, ...